# شوان جلال
شوان جلال (کردی: Şivan Saman Celal؛ زادهٔ ۱۴ اوت ۱۹۸۳) یک بازیکن فوتبال اهل بریتانیا است.
از باشگاه‌هایی که در آن بازی کرده‌است می‌توان به باشگاه فوتبال مورکم، شفیلد ونزدی، تاتنهام هاتسپر، باشگاه فوتبال ووکینگ، باشگاه فوتبال ای. اف. سی بورنموث، باشگاه فوتبال هاستینگز یونایتد، باشگاه فوتبال پیتربورو یونایتد، باشگاه فوتبال لیتون اورینت، نورث‌همپتون تاون، باشگاه فوتبال ووکینگ، باشگاه فوتبال ای. اف. سی بورنموث، باشگاه فوتبال آکسفورد یونایتد، باشگاه فوتبال بری، باشگاه فوتبال مکلسفیلد تاون، و تیم ملی فوتبال عراق اشاره کرد.
وی همچنین در تیم‌های ملی فوتبال England C بازی کرده است.